# 本住
本住，佛學術語，指原先已存在之物。這個名詞來自起源於古印度的哲學思想，用來指稱含藏在有情的生命中的 常住不變的自我，在佛教教內，也以神我來指稱本住。

## 字源
梵語：意為過去。在過去已有，因此被漢譯為本住。

## 概論
在《中論》中，大乘佛教開創者那嘎呵朱訥論師舉出認為有本住的學派作為例子，這個學派認為，在眼耳等六根中，接收了外界的法，產生了受，若是本住不存在，就沒有感受的自體，因此在生命中，預先就存在了一個本住，接着那嘎呵朱訥論師舉出了不少理據來批駁這個説法，他聲稱六處與人我是密不可分的，離開六處便沒有人我，故此便知道沒有預先存在的本住。
在《大智度論》中，那嘎呵朱訥論師曾經宣稱六識所緣的諸法都是生滅法，如果存在「我法」的話，應該有第七識去識別它，但由於䆁尊不曾提及第七識，因此便知道眾生無我。